# Лебедев, Александр Николаевич (футболист)
Александр Николаевич Лебедев (1 апреля 1981, Апатиты, СССР) — российский футболист, полузащитник.

## Биография
Обучался в школе ЦСКА, в 1999—2000 годах играл во втором дивизионе за дублирующую команду. 8 ноября 1999 года в последнем туре чемпионата России в гостевом матче против «Крыльев Советов» (1:1) провёл единственный матч на высшем уровне — вышел на замену на 65 минуте. Во второй половине сезона-2000 перешёл в клуб второго дивизиона «Фабус» Бронницы. Следующий сезон провёл в клубе «Автомобилист» Ногинск, после чего завершил профессиональную карьеру. В 2004—2010 годах играл в «Апатите» Кировск, становился чемпионом Мурманской области (2004) и победителем первенства Северо-Запада (2006, 2009). В 2013 году окончил факультет физического воспитания и спорта ВЛГАФК. Стал работать в частной футбольной школе «Юниор» Апатиты.